# Biståndshandläggare
För andra typer av handläggare, se handläggare
Biståndshandläggare är i Sverige en vanlig benämning på den tjänsteman, inom kommunen, som på uppdrag av kommunens socialtjänst/socialnämnd handlägger ärenden gällande olika former av bistånd (hjälpinsatser) som omfattas av det kommunala ansvaret. Biståndshandläggarna har oftast en socionomexamen men yrkeskategorin saknar en fastställt utbildningskrav varför det är vanligt att biståndshandläggarna har olika bakgrunder. Tidigare i Sverige var det vanligt att enhetschefen (för en kommunal hemtjänstgrupp) var både biståndshandläggare och hemtjänstchef. I samband med ädelreformens införande i Sverige på 90-talet när båda dessa yrkens ansvar separerades, gick många chefer över till att enbart vara biståndshandläggare. Vanligtvis är biståndshandläggarna inriktade mot ett visst utredningsområde men i mindre kommuner förekommer det att handläggarna utreder ansökningar inom flera utredningsområden och lagområden.
Biståndshandläggarna besitter stora områden av kunskap, här är ett urval:
- Kunskap om samhällets insatser för äldre och personer med funktionsnedsättning
- Kunskap om normala och sjuka åldrandet samt om funktionsnedsättning
- Kunskapsbank; kunskap om juridik och lagar
- Kunskap om att utreda och bedöma
- Kunskaper om insatser och genomförande
- Samordna med andra kompetenser
- Kunskap om samtal och samarbete
- Kunskap om uppföljning och utvärdering
- Förhållningssätt och bemötande
- Kunskap i att möta folk i kris
- Kunskap i fakturering och budget
- Kunskap i uthyrning av bostäder och om bostadssituationen i kommunen
- Kunskap om kommunens näringsliv, föreningsliv, kyrka och kommunikation

Biståndshandläggarna utreder och bedömer utifrån dels rådande lagstiftning och dels rådande regler, riktlinjer och bestämmelser på kommunal nivå. Några av dessa lagar är:
- Förvaltningslagen
- Socialtjänstlagen
- LSS
- LASS
- Färdtjänstlagen och riksfärdtjänst
- Även viss kunskap om Arbetsmiljölagen